# Льюис, Джонатан
Джонатан Джереми Льюис (англ. Jonathan Jeremy Lewis; род. 4 июня 1997, Плантейшен, Флорида, США) — американский футболист, атакующий полузащитник английского клуба «Барнсли» и национальной сборной США.
Мать Льюиса — англичанка ямайского происхождения.

## Клубная карьера
Льюис начал заниматься футболом в английских «Брэдфорд Сити» и «Фарсли Селтик».
В 2016 году он выступал за футбольную команду Акронского университета.
6 января 2017 года Льюис подписал контракт с MLS по программе Generation Adidas. 13 января на Супердрафте MLS 2017 он был выбран под общим третьим номером клубом «Нью-Йорк Сити». Его профессиональный дебют состоялся 18 марта в матче против канадского «Монреаль Импакт», в котором он вышел на замену во втором тайме вместо Джека Харрисона. 12 августа в поединке против «Лос-Анджелес Гэлакси» он забил свой первый гол в профессиональной карьере.
17 сентября 2018 года Льюис был отдан в аренду клубу USL «Луисвилл Сити» на шесть матчей.
8 мая 2019 года Льюис перешёл в «Колорадо Рэпидз» за $650 тыс. в целевых распределительных средствах и место иностранного игрока в сезоне 2020. За «Рэпидз» он дебютировал 11 мая в матче против «Реал Солт-Лейк». 25 мая в матче против «Коламбус Крю» он забил свой первый гол за «Рэпидз». 17 декабря 2020 года Льюис подписал с «Колорадо Рэпидз» новый контракт до конца сезона 2024. По окончании сезона 2024 контракт Льюиса с «Колорадо Рэпидз» истёк и стороны провели переговоры о новом контракте.
13 февраля 2025 года Льюис присоединился к клубу английской Лиги один «Барнсли», подписав контракт до конца сезона. За «Барнсли» он дебютировал 15 февраля в матче против «Хаддерсфилд Таун», выйдя на замену во втором тайме. 22 марта в матче против «Кембридж Юнайтед» он забил свой первый гол за «Барнсли».

## Международная карьера
В 2017 году Льюис в составе молодёжной сборной США выиграл молодёжный чемпионат КОНКАКАФ в Коста-Рике. На турнире он сыграл в матчах против команд Гаити, Сент-Китса и Невиса и Мексики. В поединке против Сент-Китса и Невиса Джонатан забил гол.
28 декабря 2018 года Льюис был вызван в ежегодный январский тренировочный лагерь сборной США, завершавшийся товарищескими матчами со сборными Панамы и Коста-Рики. 27 января 2019 года в матче с панамцами он дебютировал за звёздно-полосатую дружину, заменив на 66-й минуте Джереми Эбобиссе. Льюис был включён в состав сборной на Золотой кубок КОНКАКАФ 2019.
В составе сборной США до 23 лет Льюис принимал участие в Мужском олимпийском квалификационном турнире КОНКАКАФ 2020 в марте 2021 года.
31 января 2021 года в товарищеском матче со сборной Тринидада и Тобаго Льюис, сделав дубль, забил свои первые голы за сборную США. Он был включён в состав сборной на Золотой кубок КОНКАКАФ 2021.

## Достижения
Командные
 сборная США
- Обладатель Золотого кубка КОНКАКАФ: 2021

 сборная США до 20 лет
- Чемпион КОНКАКАФ среди молодёжных команд: 2017